# Casseruola

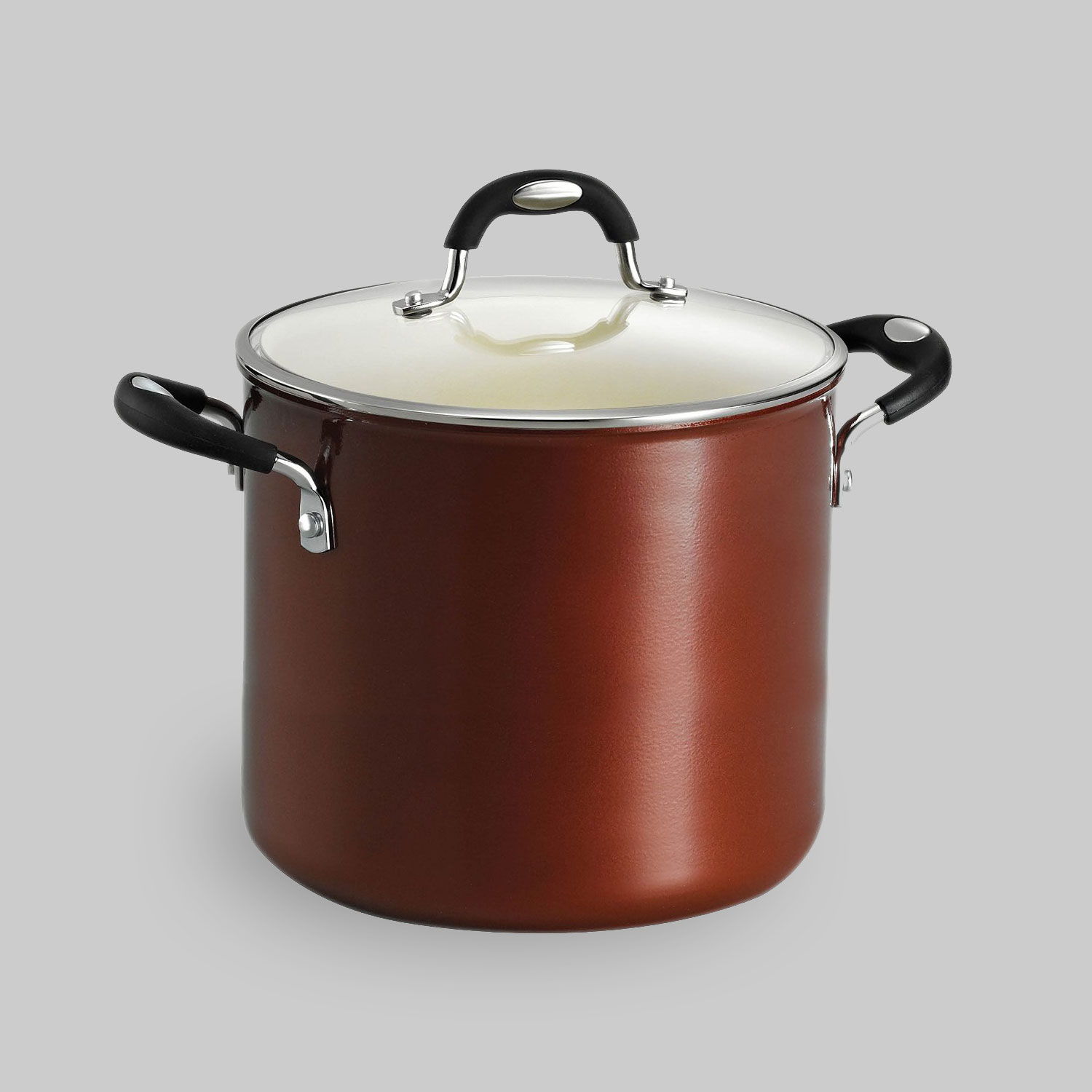
Casseruola con interno in ceramica

La casseruola è un tipo di pentola usato in cucina. Costruita in metallo, con il fondo piatto e le pareti alte con uno o due manici, può essere dotata di coperchio.
Viene generalmente realizzata in: rame stagnato, alluminio, ferro smaltato, acciaio inox, viene utilizzata per preparare stufati, cacciagione, risotti, soffritti. Il nome deriva probabilmente da cassa come diminutivo.
La casseruola può essere di tre tipi:
- a due manici, chiamata faitout
- bassa o rondò'
- a manico lungo o russa e da questa derivata la casseruola bassa a manico lungo o sautoir[2]